# Brooklands
Brooklands je nekdanje dirkališče, ki je ležalo v bližini Weybridga, Surrey, Anglija. Med letoma 1907 in 1939 je gostilo večje število različnih dirk. Danes je tam dirkaški muzej.

## Zmagovalci
| Leto | Dirka                           | Datum         | Zmagovalec                   | Konstruktor | Poročilo |
| ---- | ------------------------------- | ------------- | ---------------------------- | ----------- | -------- |
| 1939 | Campbell Trophy                 | 7. avgust     | Raymond Mays                 | ERA         | Poročilo |
| 1938 | Campbell Trophy                 | 18. april     | Princ Bira                   | ERA         | Poročilo |
| 1938 | Junior Car Club 200 mile race   | 27. avgust    | Johnny Wakefield             | ERA         | Poročilo |
| 1938 | Mountain Championship           | 15. oktober   | Raymond Mays                 | ERA         | Poročilo |
| 1937 | Campbell Trophy                 | 1. maj        | Princ Bira                   | Delage      | Poročilo |
| 1937 | Mountain Championship           | 16. oktober   | Hans Rüesch                  | Alfa Romeo  | Poročilo |
| 1936 | Mountain Championship           | 17. oktober   | Raymond Mays                 | ERA         | Poročilo |
| 1935 | Mountain Championship           | 19. oktober   | Richard Shuttleworth         | Alfa Romeo  | Poročilo |
| 1934 | Mountain Championship           | 13. oktober   | Whitney Straight             | Maserati    | Poročilo |
| 1933 | British Empire Trophy           | 1. julij      | Stanislas Czaykowski         | Bugatti     | Poročilo |
| 1933 | Mountain Championship           | 21. oktober   | Whitney Straight             | Maserati    | Poročilo |
| 1932 | British Empire Trophy           | 30. april     | John Cobb                    | Delage      | Poročilo |
| 1932 | Mountain Championship           | 10. september | Malcolm Campbell             | Sunbeam     | Poročilo |
| 1931 | Mountain Championship           | 17. oktober   | Henry Birkin                 | Maserati    | Poročilo |
| 1927 | Velika nagrada Velike Britanije | 1. oktober    | Robert Benoist               | Delage      | Poročilo |
| 1927 | Junior Car Club 200 mile race   | 15. oktober   | Malcolm Campbell             | Bugatti     | Poročilo |
| 1926 | Velika nagrada Velike Britanije | 7. avgust     | Robert Sénéchal Louis Wagner | Delage      | Poročilo |
| 1926 | Junior Car Club 200 mile race   | 25. september | Henry Segrave                | Delage      | Poročilo |